# Pau Resta
Pau Resta Tell (Tallada d'Empordà, 14 novembre 2000) è un calciatore spagnolo, difensore del Korona Kielce.

## Carriera

### Club
Il 12 luglio 2024 viene acquistato a titolo definitivo dalla squadra polacca del Korona Kielce.

## Statistiche

### Presenze e reti nei club
Statistiche aggiornate al 18 maggio 2025.
| Stagione        | Squadra         | Campionato      | Campionato | Campionato | Coppe nazionali | Coppe nazionali | Coppe nazionali | Coppe continentali | Coppe continentali | Coppe continentali | Altre coppe | Altre coppe | Altre coppe | Totale | Totale |
| Stagione        | Squadra         | Comp            | Pres       | Reti       | Comp            | Pres            | Reti            | Comp               | Pres               | Reti               | Comp        | Pres        | Reti        | Pres   | Reti   |
| --------------- | --------------- | --------------- | ---------- | ---------- | --------------- | --------------- | --------------- | ------------------ | ------------------ | ------------------ | ----------- | ----------- | ----------- | ------ | ------ |
| 2021-2022       | Albacete        | PF              | 1          | 0          | CR              | 1               | 0               | -                  | -                  | -                  | -           | -           | -           | 2      | 0      |
| 2022-2023       | Sabadell        | PF              | 22         | 0          | CR              | 0               | 0               | -                  | -                  | -                  | -           | -           | -           | 22     | 0      |
| 2023-2024       | Sabadell        | PF              | 37         | 5          | CR              | 0               | 0               | -                  | -                  | -                  | -           | -           | -           | 37     | 5      |
| Totale Sabadell | Totale Sabadell | Totale Sabadell | 59         | 5          |                 | 0               | 0               |                    | -                  | -                  |             | -           | -           | 59     | 5      |
| 2024-2025       | Korona Kielce   | EK              | 25         | 4          | CP              | 3               | 1               | -                  | -                  | -                  | -           | -           | -           | 28     | 5      |
| Totale carriera | Totale carriera | Totale carriera | 85         | 9          |                 | 4               | 1               |                    | -                  | -                  |             | -           | -           | 89     | 10     |